# Monbazillac
Pour l’article homonyme, voir Monbazillac (AOC).
Monbazillac est une commune française située dans le département de la Dordogne, en région Nouvelle-Aquitaine.
Elle a donné son nom au vin blanc liquoreux homonyme.

## Géographie

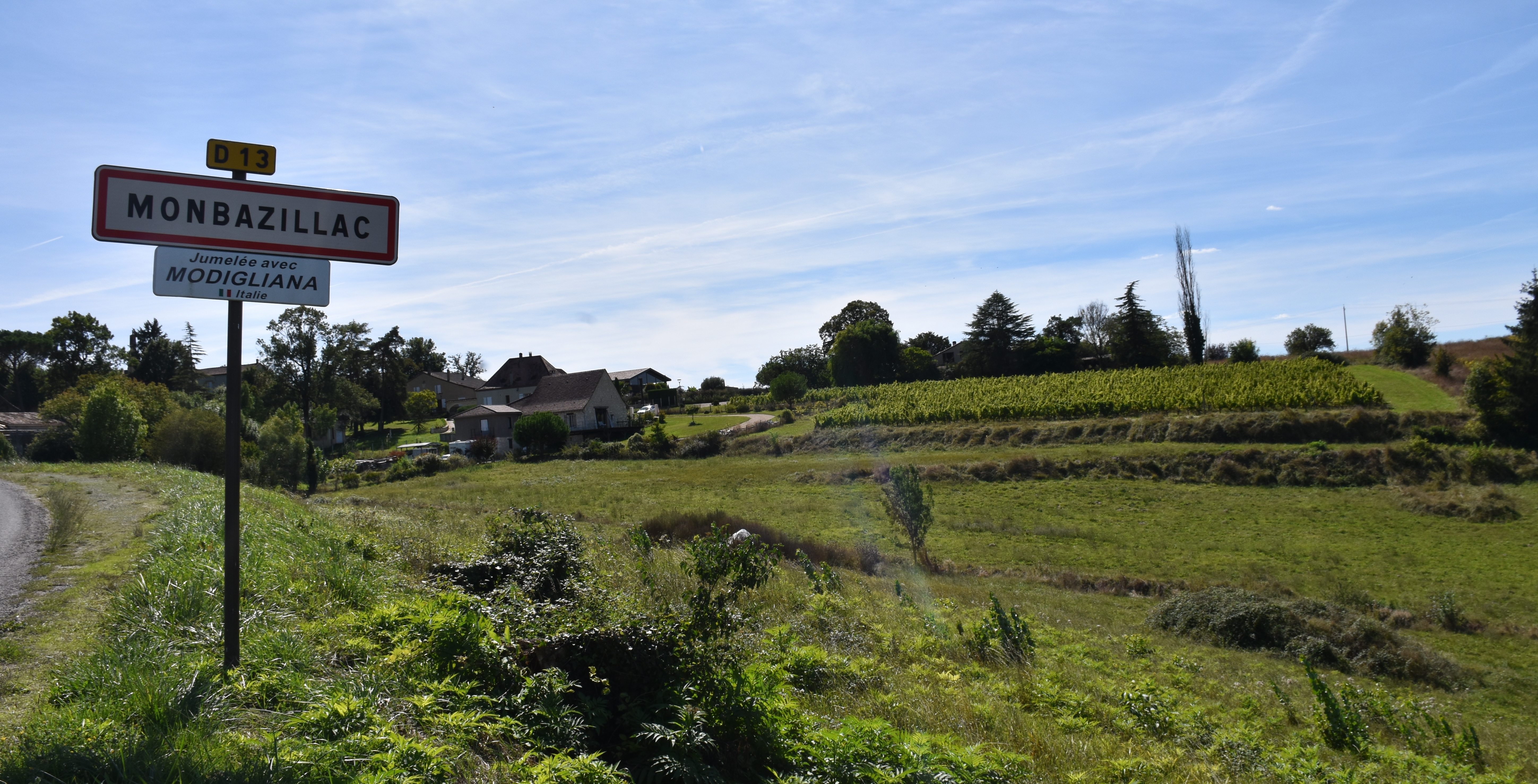
Une entrée du bourg.

### Généralités

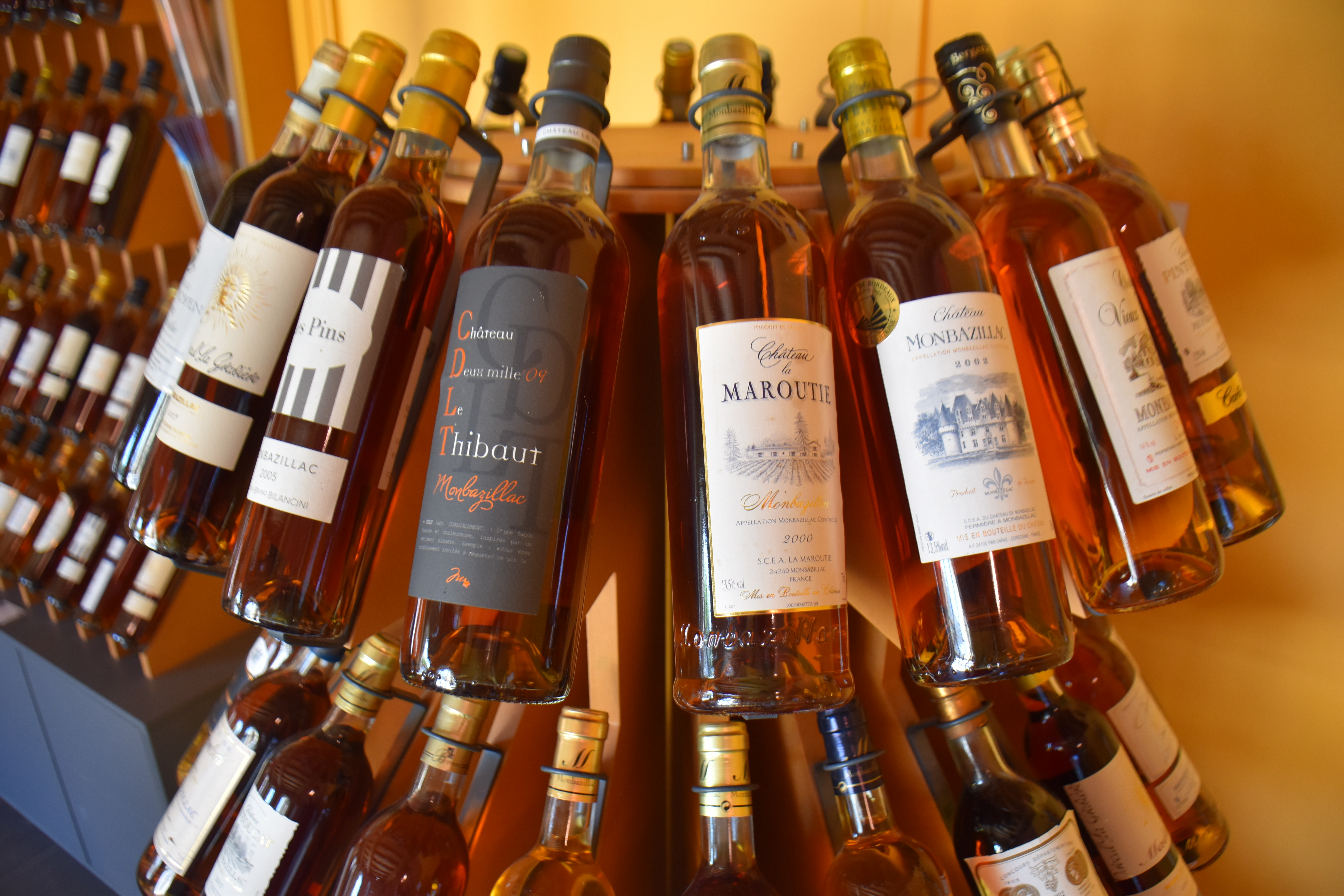
Échantillon de bouteilles de Monbazillac.

Située dans le Périgord pourpre et dans l'aire d'attraction de Bergerac, à dix kilomètres au sud de Bergerac, la commune de Monbazillac est implantée sur les coteaux qui dominent la vallée de la Dordogne.
Connue pour son château du XVIe siècle classé monument historique, elle est surtout renommée pour son vin blanc liquoreux.

### Communes limitrophes
Monbazillac est limitrophe de six autres communes. Au sud-ouest, son territoire est distant d'environ 300 mètres de celui de Singleyrac et au nord-est, celui de Saint-Nexans est éloigné de 350 mètres.
| Saint-Laurent-des-Vignes | Bergerac    |           |
| Pomport                  | Monbazillac | Colombier |
| Rouffignac-de-Sigoulès   | Ribagnac    |           |

### Géologie et relief

#### Géologie
Situé sur la plaque nord du Bassin aquitain et bordé à son extrémité nord-est par une frange du Massif central, le département de la Dordogne présente une grande diversité géologique. Les terrains sont disposés en profondeur en strates régulières, témoins d'une sédimentation sur cette ancienne plate-forme marine. Le département peut ainsi être découpé sur le plan géologique en quatre gradins différenciés selon leur âge géologique. Monbazillac est située dans le quatrième gradin à partir du nord-est, un plateau formé de dépôts siliceux-gréseux et de calcaires lacustres de l'ère tertiaire.
Les couches affleurantes sur le territoire communal sont constituées de formations superficielles du Quaternaire et de roches sédimentaires datant du Cénozoïque. La formation la plus ancienne, notée e6b, se compose de molasses inférieures (faciès argileux dominant)  (Bartonien supérieur continental). La formation la plus récente, notée Fy3-z, fait partie des formations superficielles de type alluvions subactuelles à actuelles. Le descriptif de ces couches est détaillé dans  la feuille « no 830 - Eymet » de la carte géologique au 1/50 000 de la France métropolitaine, et sa notice associée.

Carte géologique de Monbazillac.

#### Relief et paysages

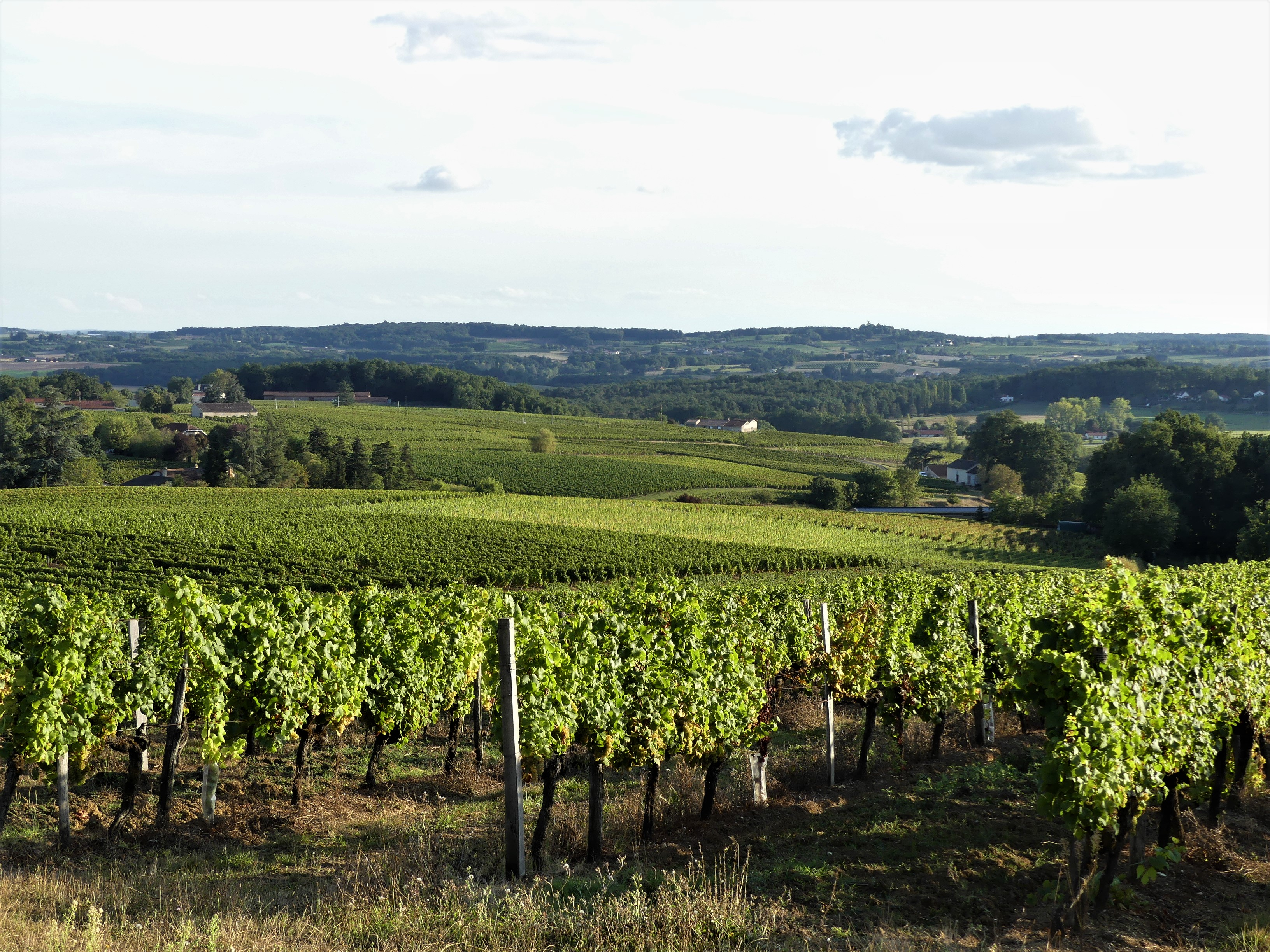
Les vignes au sud de l'ancien moulin de Malfourat.

Le département de la Dordogne se présente comme un vaste plateau incliné du nord-est (491 m, à la forêt de Vieillecour dans le Nontronnais, à Saint-Pierre-de-Frugie) au sud-ouest (2 m à Lamothe-Montravel). L'altitude du territoire communal varie quant à elle entre 46 m et 188 m,.
Dans le cadre de la Convention européenne du paysage entrée en vigueur en France le 1er juillet 2006, renforcée par la loi du 8 août 2016 pour la reconquête de la biodiversité, de la nature et des paysages, un atlas des paysages de la Dordogne a été élaboré sous maîtrise d’ouvrage de l’État et publié en octobre 2020. Les paysages du département s'organisent en huit unités paysagères et 14 sous-unités. La commune est dans le Bergeracois, une région naturelle présentant un relief contrasté, avec les deux grandes vallées de la Dordogne et du Dropt séparées par un plateau plus ou moins vallonné, dont la pente générale s’incline doucement d’est en ouest. Ce territoire offre des paysages ouverts qui tranchent avec les paysages périgourdins. Il est composé de vignes, vergers et cultures,.
La superficie cadastrale de la commune publiée par l'Insee, qui sert de référence dans toutes les statistiques, est de 19,58 km2,,. La superficie géographique, issue de la BD Topo, composante du Référentiel à grande échelle produit par l'IGN, est quant à elle de 19,5 km2.

### Hydrographie

#### Réseau hydrographique

Réseaux hydrographique et routier de Monbazillac.

La commune est située dans le bassin de la Dordogne au sein du Bassin Adour-Garonne. Elle est drainée par le Gardonnette, le ruisseau de Lespinassat, le ruisseau des Giroux et par divers petits cours d'eau, qui constituent un réseau hydrographique de 21 km de longueur totale,.
La Gardonnette, d'une longueur totale de 24,6 km, prend sa source dans la commune de Bouniagues et se jette dans la Dordogne en rive gauche en limite de Gardonne et de Lamonzie-Saint-Martin, face à Saint-Pierre-d'Eyraud,. Elle sert de limite naturelle à la commune au sud sur trois kilomètres, face à Ribagnac.
Son affluent de rive droite le ruisseau des Giroux borde la commune au sud-ouest sur deux kilomètres et demi, face à Rouffignac-de-Sigoulès.
Au nord-est, le ruisseau de Lespinassat, autre affluent de rive gauche de la Dordogne, prend sa source en limite de Monbazillac et Colombier et leur sert de limite sur plus d'un kilomètre et demi.

#### Gestion et qualité des eaux
Le territoire communal est couvert par le schéma d'aménagement et de gestion des eaux (SAGE) « Dordogne Atlantique ». Ce document de planification, dont le territoire correspond au sous‐bassin le plus aval du bassin versant de la Dordogne (aval de la confluence Dordogne - Vézère)., d'une superficie de 2 700 km2 est en cours d'élaboration. La structure porteuse de l'élaboration et de la mise en œuvre est l'établissement public territorial de bassin de la Dordogne (EPIDOR). Il définit sur son territoire les objectifs généraux d’utilisation, de mise en valeur et de protection quantitative et qualitative des ressources en eau superficielle et souterraine, en respect des objectifs de qualité définis dans le troisième SDAGE  du Bassin Adour-Garonne qui couvre la période 2022-2027, approuvé le 10 mars 2022.
La qualité des eaux de baignade et des cours d’eau peut être consultée sur un site dédié géré par les agences de l’eau et l’Agence française pour la biodiversité.

### Climat
Pour des articles plus généraux, voir Climat de la Nouvelle-Aquitaine et Climat de la Dordogne.
Historiquement, la commune est exposée à un climat océanique aquitain.  
En 2020, Météo-France publie une typologie des climats de la France métropolitaine dans laquelle la commune est exposée à un climat océanique et est dans la région climatique  Aquitaine, Gascogne, caractérisée par une pluviométrie abondante au printemps, modérée en automne, un faible ensoleillement au printemps, un été chaud (19,5 °C), des vents faibles, des brouillards fréquents en automne et en hiver et des orages fréquents en été (15 à 20 jours).
Pour la période 1971-2000, la température annuelle moyenne est de 12,9 °C, avec  une amplitude thermique annuelle de 14,9 °C. Le cumul annuel moyen de précipitations est de 863 mm, avec 11,9 jours de précipitations en janvier et 6,9 jours en juillet. Pour la période 1991-2020, la température moyenne annuelle observée sur la station météorologique la plus proche, située sur la commune de Bergerac à 6 km à vol d'oiseau, est de 13,2 °C et le cumul annuel moyen de précipitations est de 792,9 mm,. Pour l'avenir, les paramètres climatiques de la commune estimés pour 2050 selon différents scénarios d’émission de gaz à effet de serre sont consultables sur un site dédié publié par Météo-France en novembre 2022.

## Urbanisme

### Typologie
Au 1er janvier 2024, Monbazillac est catégorisée commune rurale à habitat dispersé, selon la nouvelle grille communale de densité à 7 niveaux définie par l'Insee en 2022.
Elle est située hors unité urbaine. Par ailleurs la commune fait partie de l'aire d'attraction de Bergerac, dont elle est une commune de la couronne,. Cette aire, qui regroupe 73 communes, est catégorisée dans les aires de 50 000 à moins de 200 000 habitants,.

### Occupation des sols
L'occupation des sols de la commune, telle qu'elle ressort de la base de données européenne d’occupation biophysique des sols Corine Land Cover (CLC), est marquée par l'importance des territoires agricoles (90,5 % en 2018), en diminution par rapport à 1990 (93,4 %). La répartition détaillée en 2018 est la suivante : 
cultures permanentes (76,8 %), zones agricoles hétérogènes (11,5 %), forêts (9,5 %), terres arables (2,3 %). L'évolution de l’occupation des sols de la commune et de ses infrastructures peut être observée sur les différentes représentations cartographiques du territoire : la carte de Cassini (XVIIIe siècle), la carte d'état-major (1820-1866) et les cartes ou photos aériennes de l'IGN pour la période actuelle (1950 à aujourd'hui).

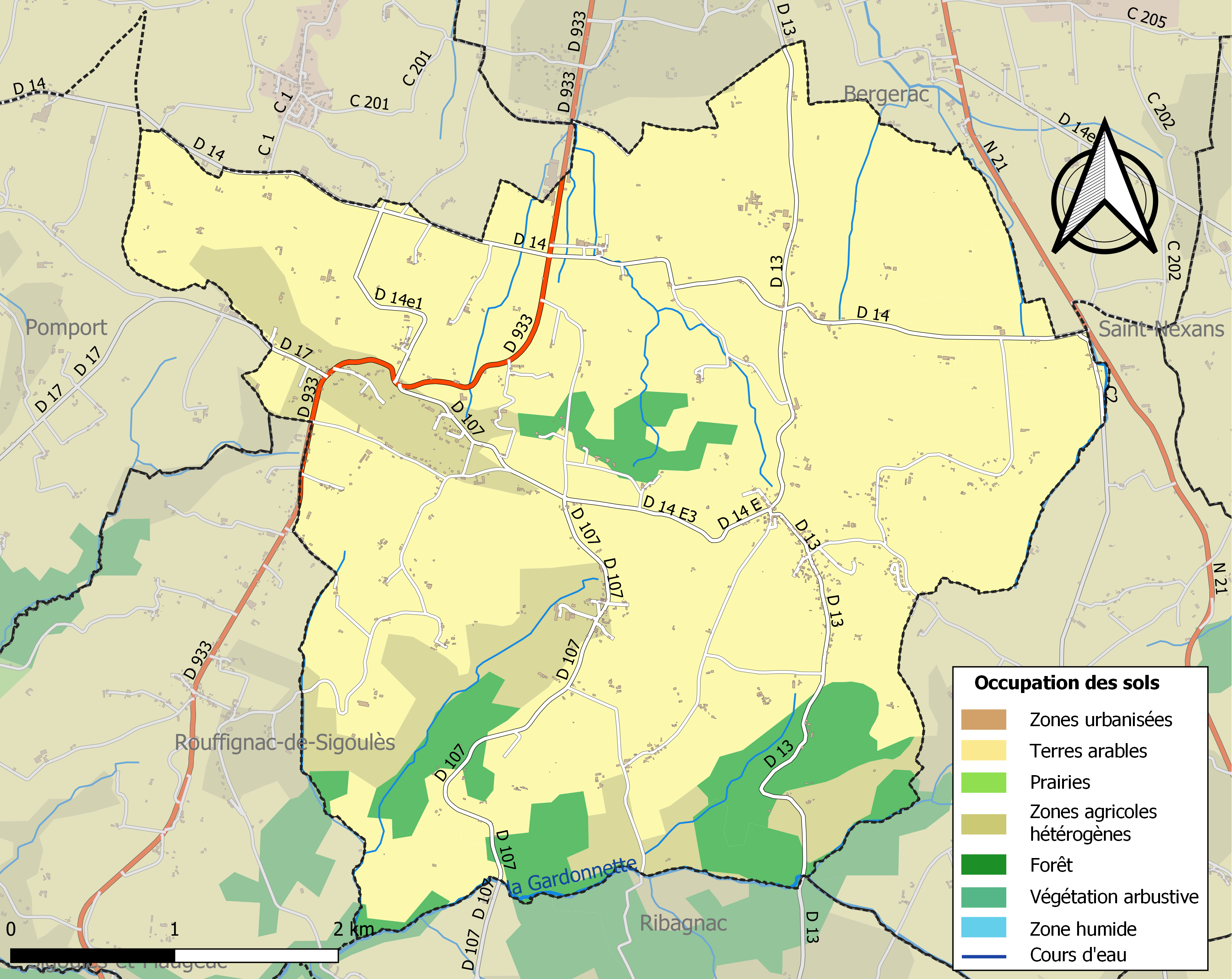
Carte des infrastructures et de l'occupation des sols de la commune en 2018 (CLC).

### Prévention des risques
Le territoire de la commune de Monbazillac est vulnérable à différents aléas naturels : météorologiques (tempête, orage, neige, grand froid, canicule ou sécheresse), feux de forêts, mouvements de terrains et séisme (sismicité très faible). Il est également exposé à un risque technologique,  le transport de matières dangereuses. Un site publié par le BRGM permet d'évaluer simplement et rapidement les risques d'un bien localisé soit par son adresse soit par le numéro de sa parcelle.

#### Risques naturels
Monbazillac est exposée au risque de feu de forêt. L’arrêté préfectoral du 14 mars 2013 fixe les conditions de pratique des incinérations et de brûlage dans un objectif de réduire le risque de départs d’incendie. À ce titre, des périodes sont déterminées : interdiction totale du 15 février au 15 mai et du 15 juin au 15 octobre, utilisation réglementée du 16 mai au 14 juin et du 16 octobre au 14 février. En septembre 2020, un plan inter-départemental de protection des forêts contre les incendies (PidPFCI) a été adopté pour la période 2019-2029,.

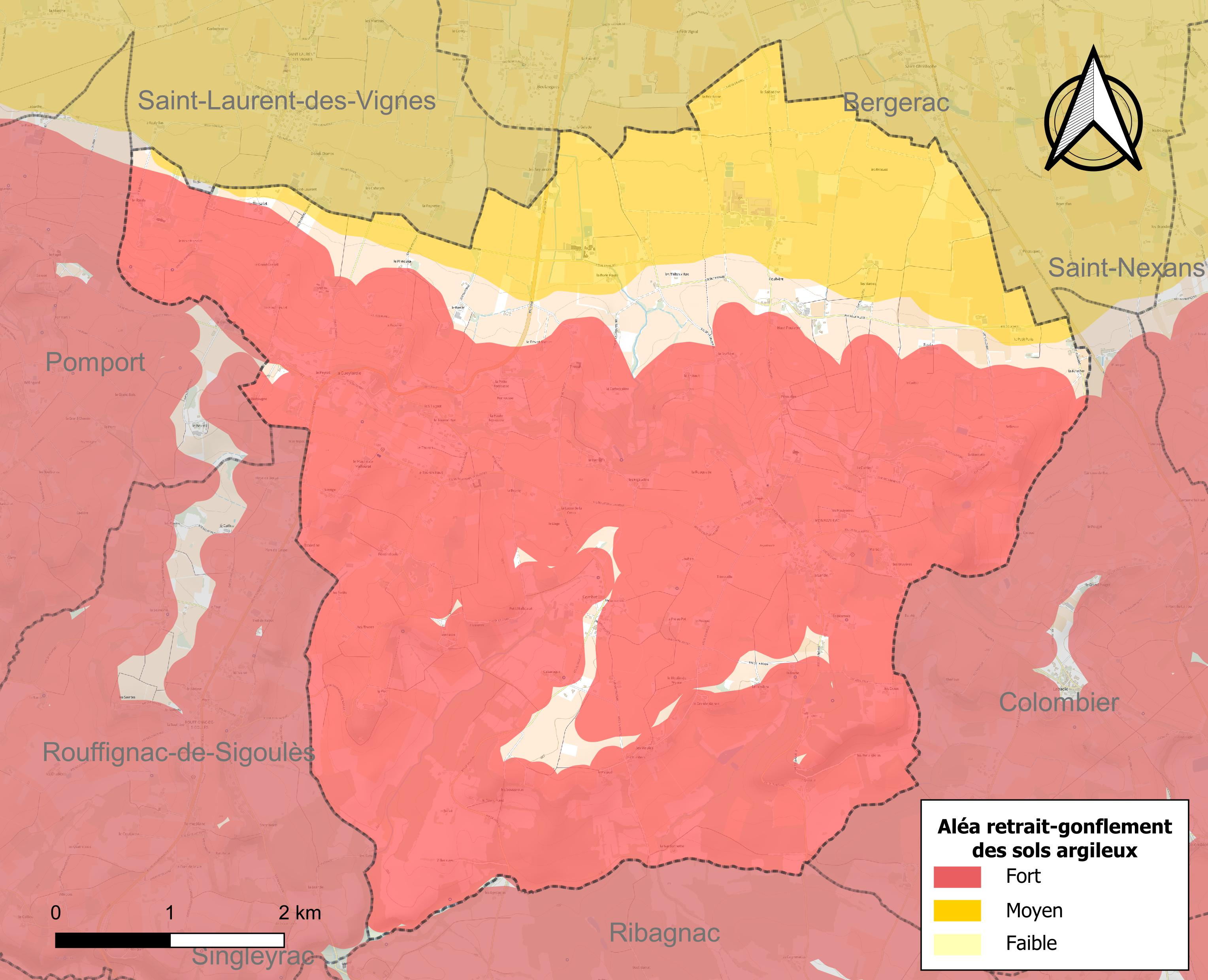
Carte des zones d'aléa retrait-gonflement des sols argileux de Monbazillac.

Les mouvements de terrains susceptibles de se produire sur la commune sont des tassements différentiels. Le retrait-gonflement des sols argileux est susceptible d'engendrer des dommages importants aux bâtiments en cas d’alternance de périodes de sécheresse et de pluie. 90,8 % de la superficie communale est en aléa moyen ou fort (58,6 % au niveau départemental et 48,5 % au niveau national métropolitain). Depuis le 1er octobre 2020, en application de la loi ÉLAN, différentes contraintes s'imposent aux vendeurs, maîtres d'ouvrages ou constructeurs de biens situés dans une zone classée en aléa moyen ou fort,.
La commune a été reconnue en état de catastrophe naturelle au titre des dommages causés par les inondations et coulées de boue survenues en 1982, 1996, 1999 et 2018, par la sécheresse en 1989, 1992, 1995, 2005, 2011 et 2017 et par des mouvements de terrain en 1999.

## Toponymie
En occitan, la commune porte le nom de Mont Basalhac.
Sur la planète Mars, en février 2021, l'une des cibles d'analyses poussées effectuées sur un affleurement rocheux par l'astromobile Curiosity de la NASA, est baptisée d'après la commune.

## Politique et administration

### Rattachements administratifs
Dès 1790, la commune de Monbazillac a été rattachée au canton de Ribagnac qui dépendait du district de Bergerac jusqu'en 1795, date de suppression des districts. Lorsque ce canton est supprimé par la loi du 8 pluviôse an IX (28 janvier 1801)  portant sur la « réduction du nombre de justices de paix », la commune est rattachée au canton de Cunéges (devenu canton de Sigoulès en 1817) dépendant de l'arrondissement de Bergerac.

### Intercommunalité
Fin 2001, Monbazillac intègre dès sa création la communauté de communes de Bergerac Pourpre. Celle-ci est dissoute au 31 décembre 2012 et remplacée au 1er janvier 2013 par la communauté d'agglomération bergeracoise. Celle-ci fusionne avec la communauté de communes des Coteaux de Sigoulès au 1er janvier 2017 pour former la nouvelle communauté d'agglomération bergeracoise.

### Administration municipale
La population de la commune étant comprise entre 500 et 1 499 habitants au recensement de 2017, quinze conseillers municipaux ont été élus en 2020,.

### Liste des maires

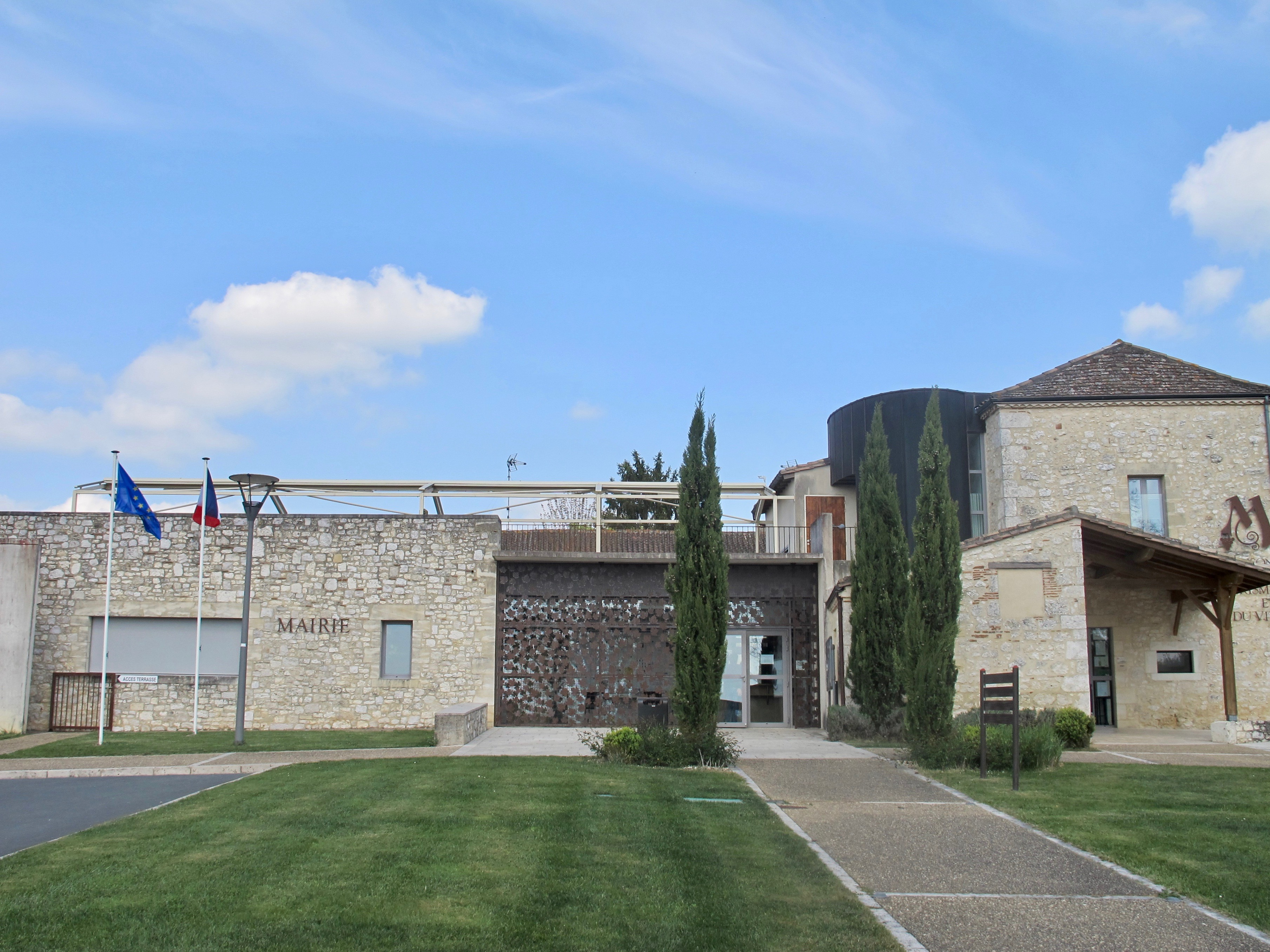
La mairie en 2017.

| Période                                  | Période  | Identité               | Étiquette      | Qualité           |
| ---------------------------------------- | -------- | ---------------------- | -------------- | ----------------- |
| Les données manquantes sont à compléter. |          |                        |                |                   |
|                                          |          |                        |                |                   |
| 1989                                     | mai 2020 | Jean-Pierre Peyrebrune | RPR, puis SE   | Retraité          |
| mai 2020                                 | En cours | Pascal Prévot          | Sans étiquette | Chef d'entreprise |

### Jumelages
- Modigliana (Italie) depuis 2015[46].

## Équipements et services publics

### Enseignement
Depuis 1984, la commune accueille le lycée professionnel agricole La Brie.

### Justice
Dans le domaine judiciaire, Monbazillac relève : 
- du tribunal judiciaire, du tribunal pour enfants, du conseil de prud'hommes et du tribunal de commerce de Bergerac ;
- du pôle Nationalité du tribunal judiciaire de Périgueux (compétent uniquement dans le domaine de la nationalité) ;
- de la cour d'appel, du tribunal administratif et de la  cour administrative d'appel de Bordeaux.

## Population et société

### Démographie
Les habitants de Monbazillac sont appelés les Monbazillacois.
L'évolution du nombre d'habitants est connue à travers les recensements de la population effectués dans la commune depuis 1793. Pour les communes de moins de 10 000 habitants, une enquête de recensement portant sur toute la population est réalisée tous les cinq ans, les populations de référence des années intermédiaires étant quant à elles estimées par interpolation ou extrapolation. Pour la commune, le premier recensement exhaustif entrant dans le cadre du nouveau dispositif a été réalisé en 2007.

En 2022, la commune comptait 819 habitants, en évolution de −3,53 % par rapport à 2016 (Dordogne : +0,37 %, France hors Mayotte : +2,11 %).
| 1793 | 1800  | 1806  | 1821  | 1831  | 1836  | 1841  | 1846  | 1851  |
| ---- | ----- | ----- | ----- | ----- | ----- | ----- | ----- | ----- |
| 842  | 1 112 | 1 098 | 1 132 | 1 204 | 1 100 | 1 201 | 1 156 | 1 141 |

| 1856 | 1861 | 1866  | 1872  | 1876  | 1881  | 1886 | 1891 | 1896 |
| ---- | ---- | ----- | ----- | ----- | ----- | ---- | ---- | ---- |
| 825  | 951  | 1 105 | 1 183 | 1 047 | 1 020 | 917  | 887  | 844  |

| 1901 | 1906 | 1911 | 1921 | 1926 | 1931 | 1936 | 1946 | 1954 |
| ---- | ---- | ---- | ---- | ---- | ---- | ---- | ---- | ---- |
| 873  | 939  | 949  | 860  | 896  | 905  | 981  | 961  | 959  |

| 1962 | 1968 | 1975 | 1982 | 1990 | 1999 | 2006 | 2007 | 2012 |
| ---- | ---- | ---- | ---- | ---- | ---- | ---- | ---- | ---- |
| 907  | 846  | 789  | 831  | 902  | 899  | 958  | 957  | 909  |

| 2017 | 2022 | - | - | - | - | - | - | - |
| ---- | ---- | - | - | - | - | - | - | - |
| 829  | 819  | - | - | - | - | - | - | - |

### Manifestations culturelles et festivités
- Fin mai, festival du livre jeunesse « Drôles lecteurs » sur deux jours (16e édition en 2025)[53].

## Économie

### Emploi
En 2015, parmi la population communale comprise entre 15 et 64 ans, les actifs représentent 401 personnes, soit 46,1 % de la population municipale. Le nombre de chômeurs (43) a augmenté par rapport à 2010 (41) et le taux de chômage de cette population active s'établit à 10,7 %.

### Établissements
Au 31 décembre 2015, la commune compte 121 établissements, dont cinquante-huit au niveau des commerces, transports ou services, quarante-six dans l'agriculture, la sylviculture ou la pêche, huit relatifs au secteur administratif, à l'enseignement, à la santé ou à l'action sociale, cinq dans la construction, et quatre dans l'industrie.

## Culture locale et patrimoine

### Lieux et monuments
- Église Saint-Martin

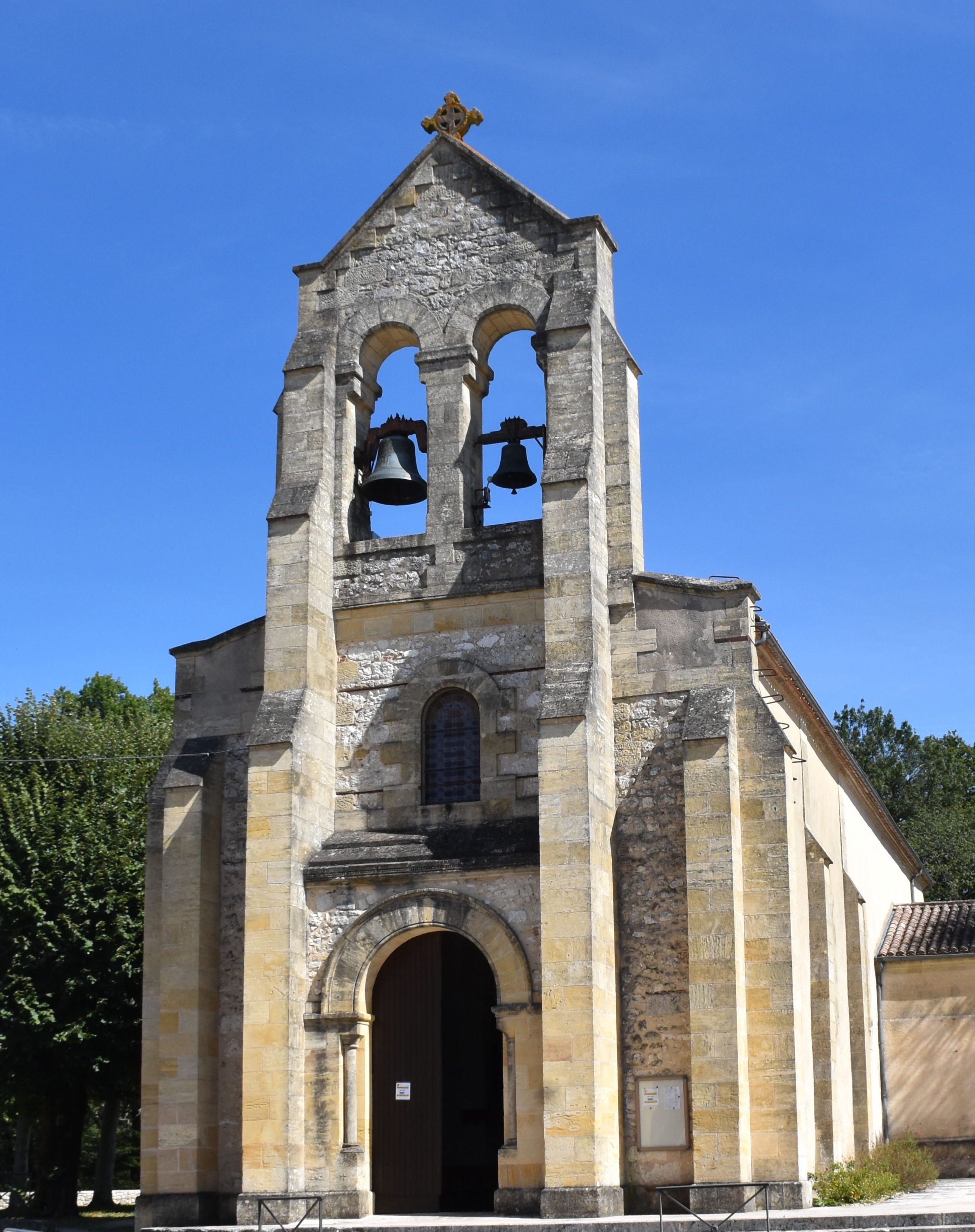
La façade de l'église et son clocher-mur.
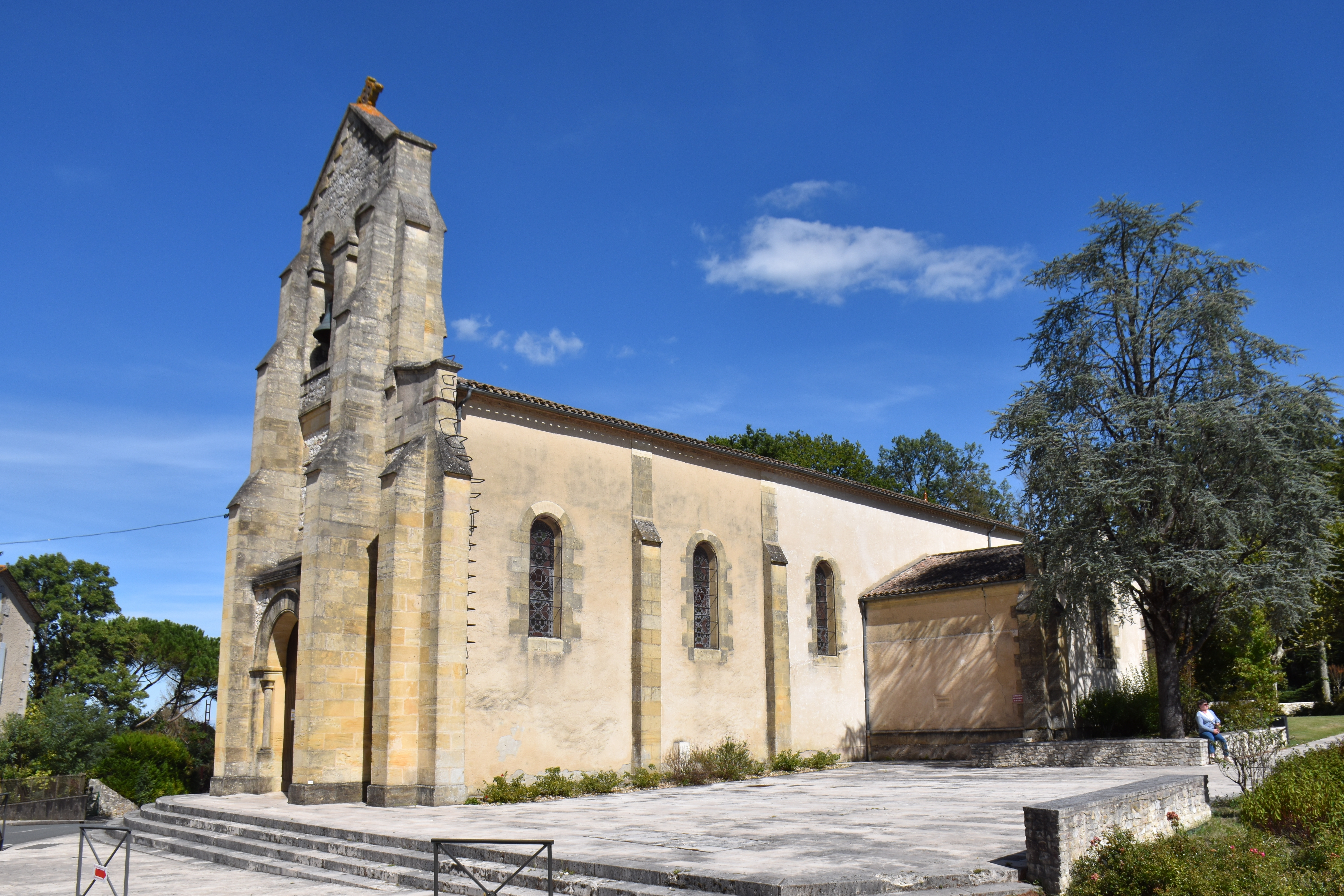
Vue du côté sud.
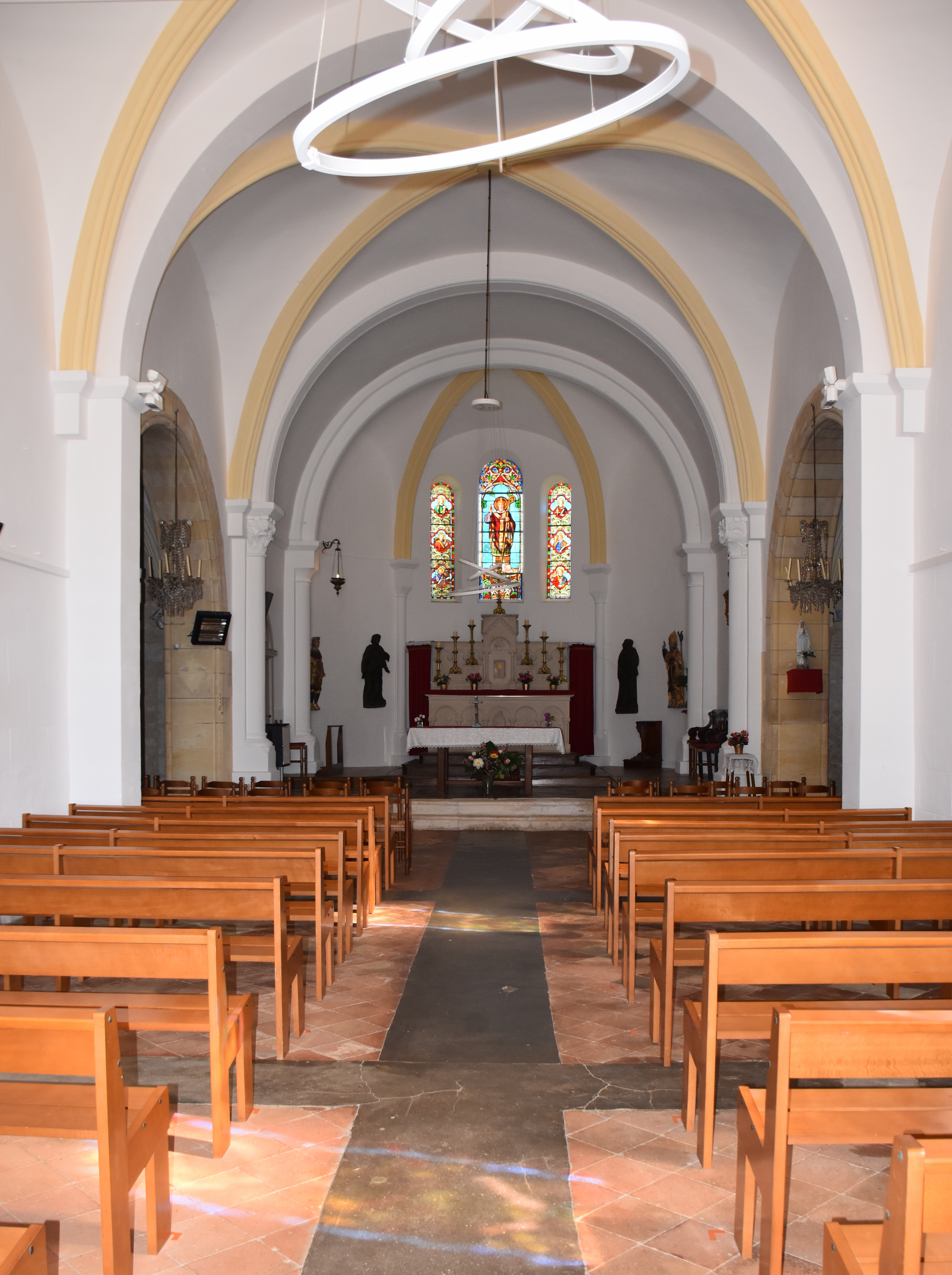
La nef.
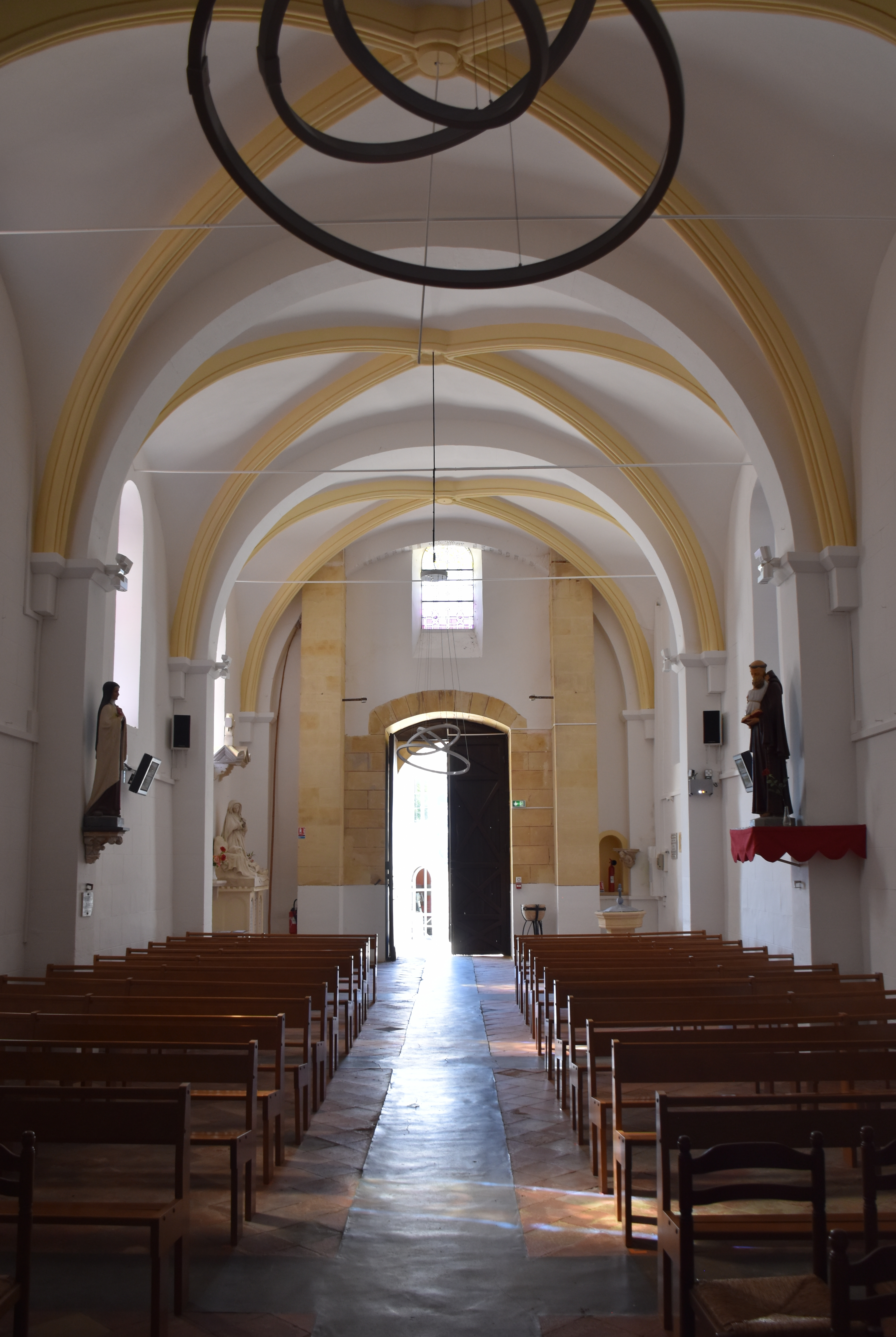
La nef côté porche.
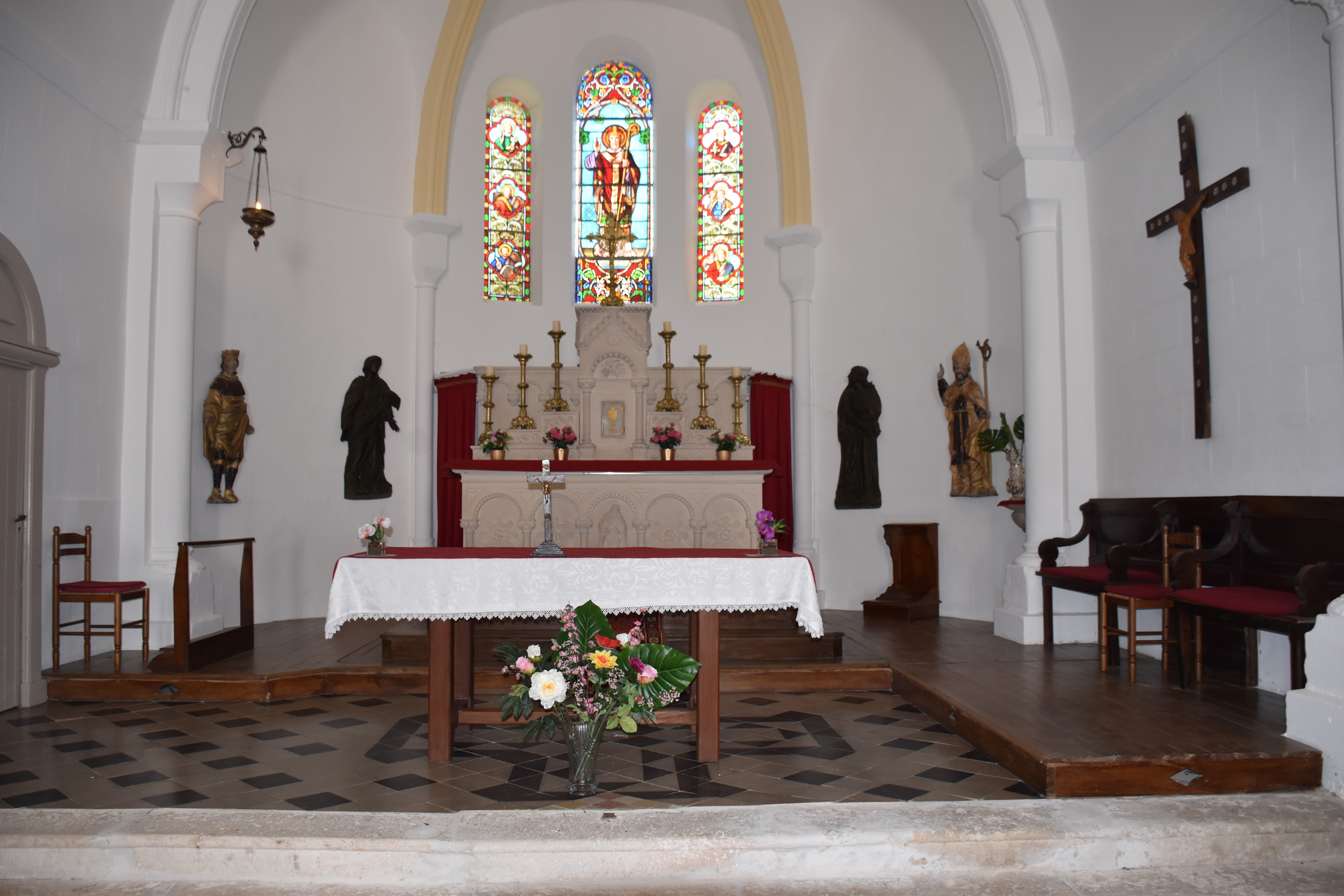
Le chœur.
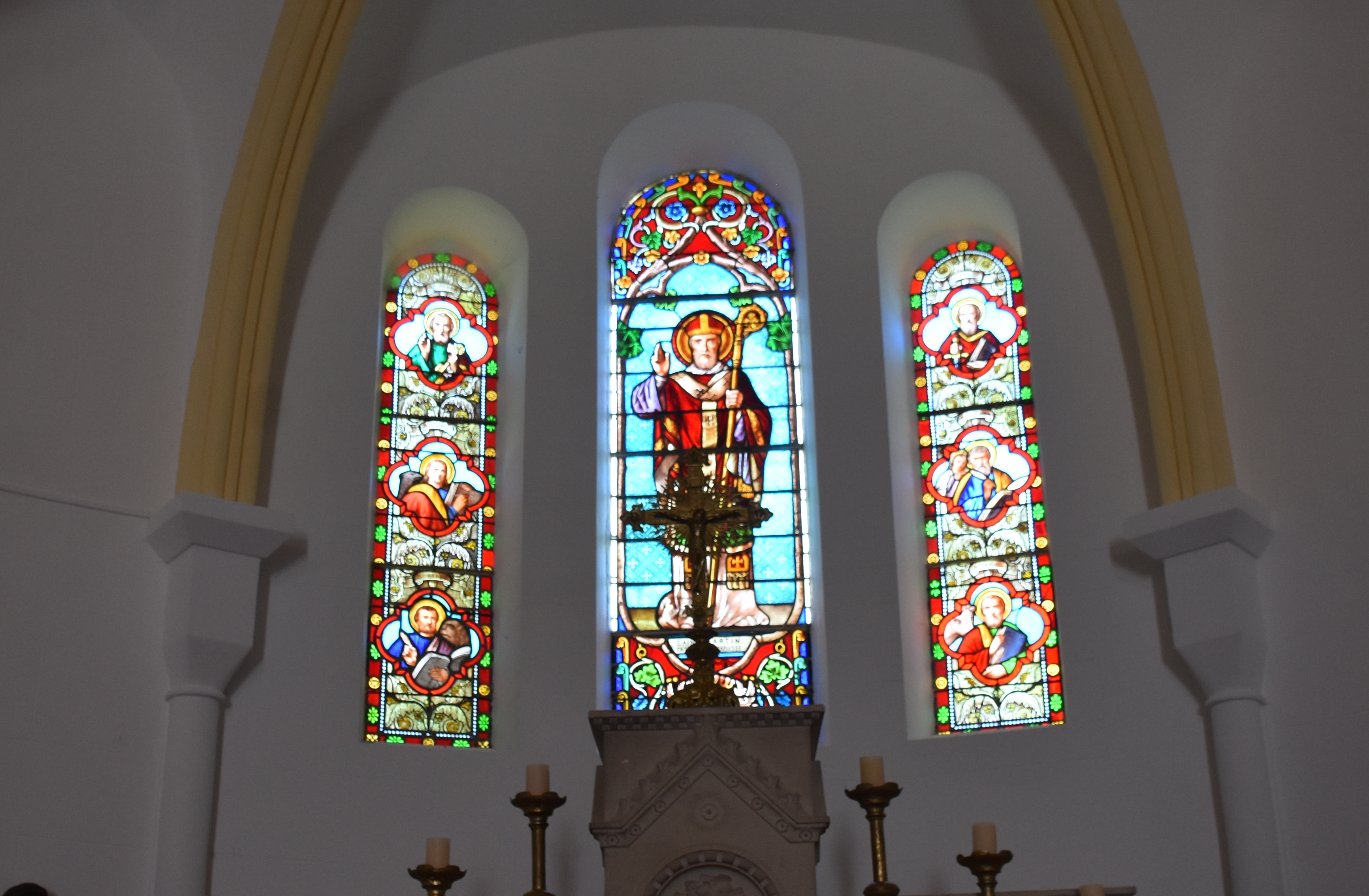
Les vitraux du chœur.

- Château de Monbazillac, de la fin du XVe siècle, classé monument historique en 1941, se visite[57].
- Manoir de Fonvieille, demeure du XVIe siècle, inscrit monument historique en 1948[58].
- Ancien moulin à vent de Malfourat.

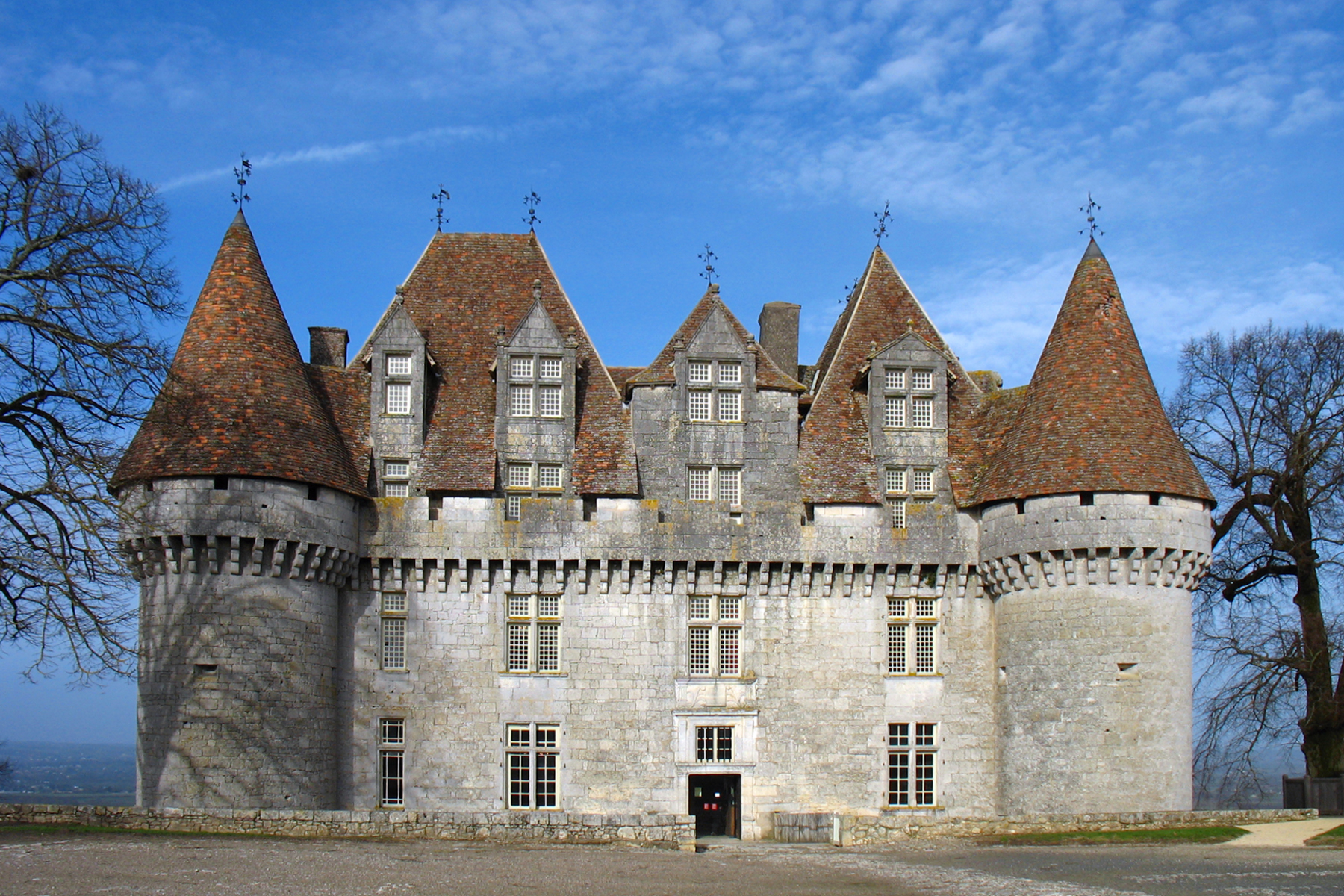
Le château de Monbazillac.
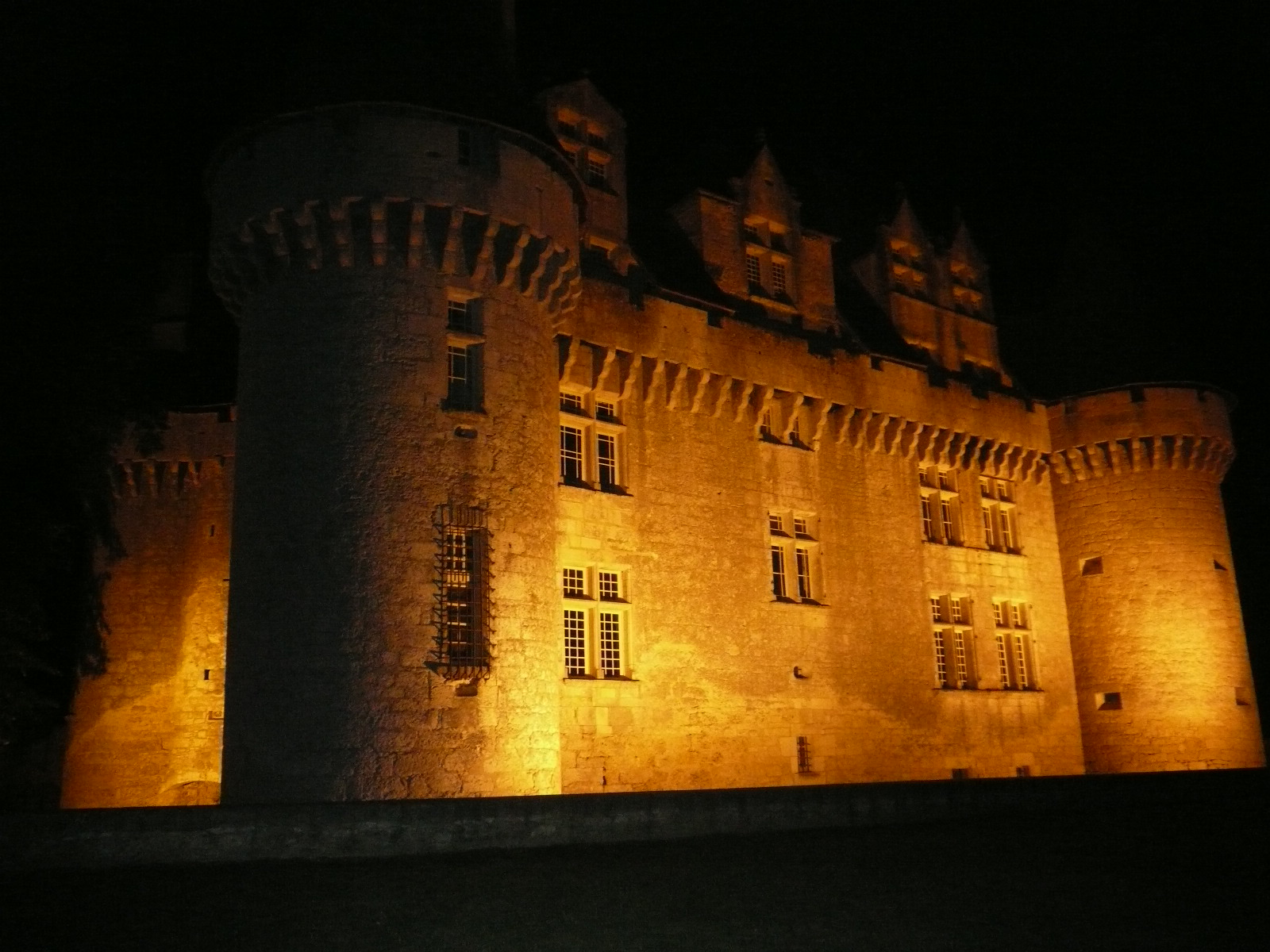
Le château, de nuit.
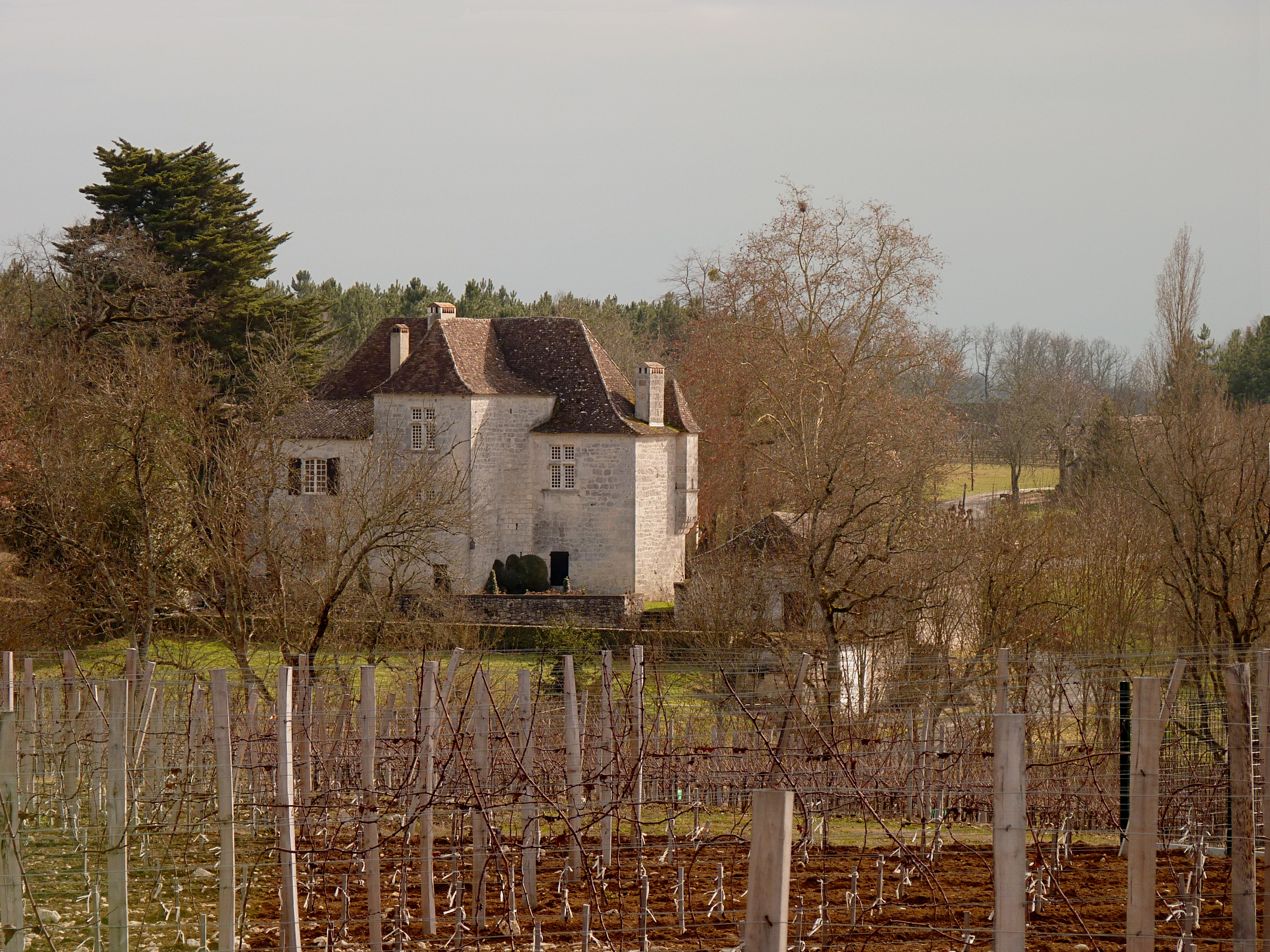
Le manoir de Fonvieille.
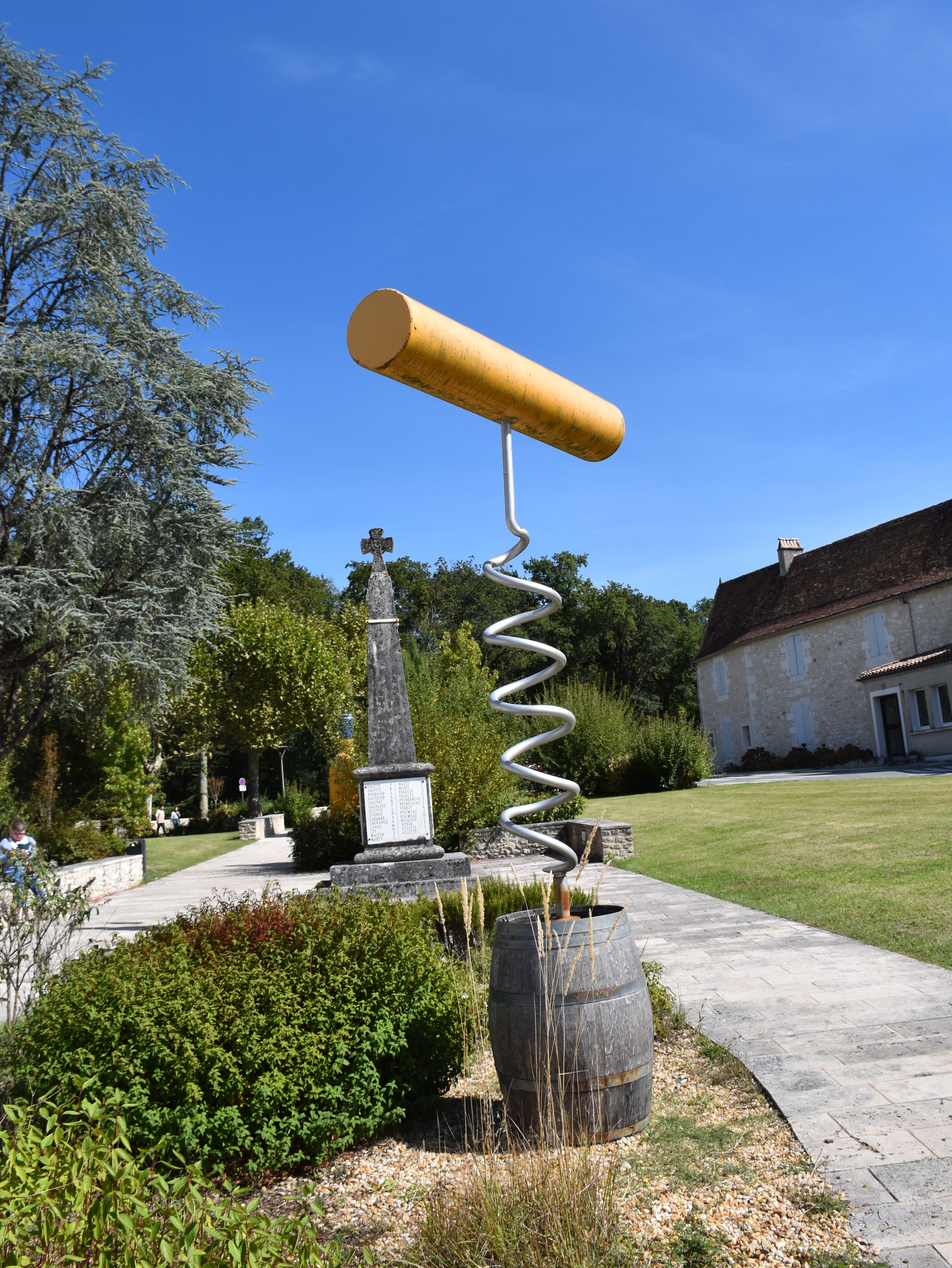
Évocation du vignoble.
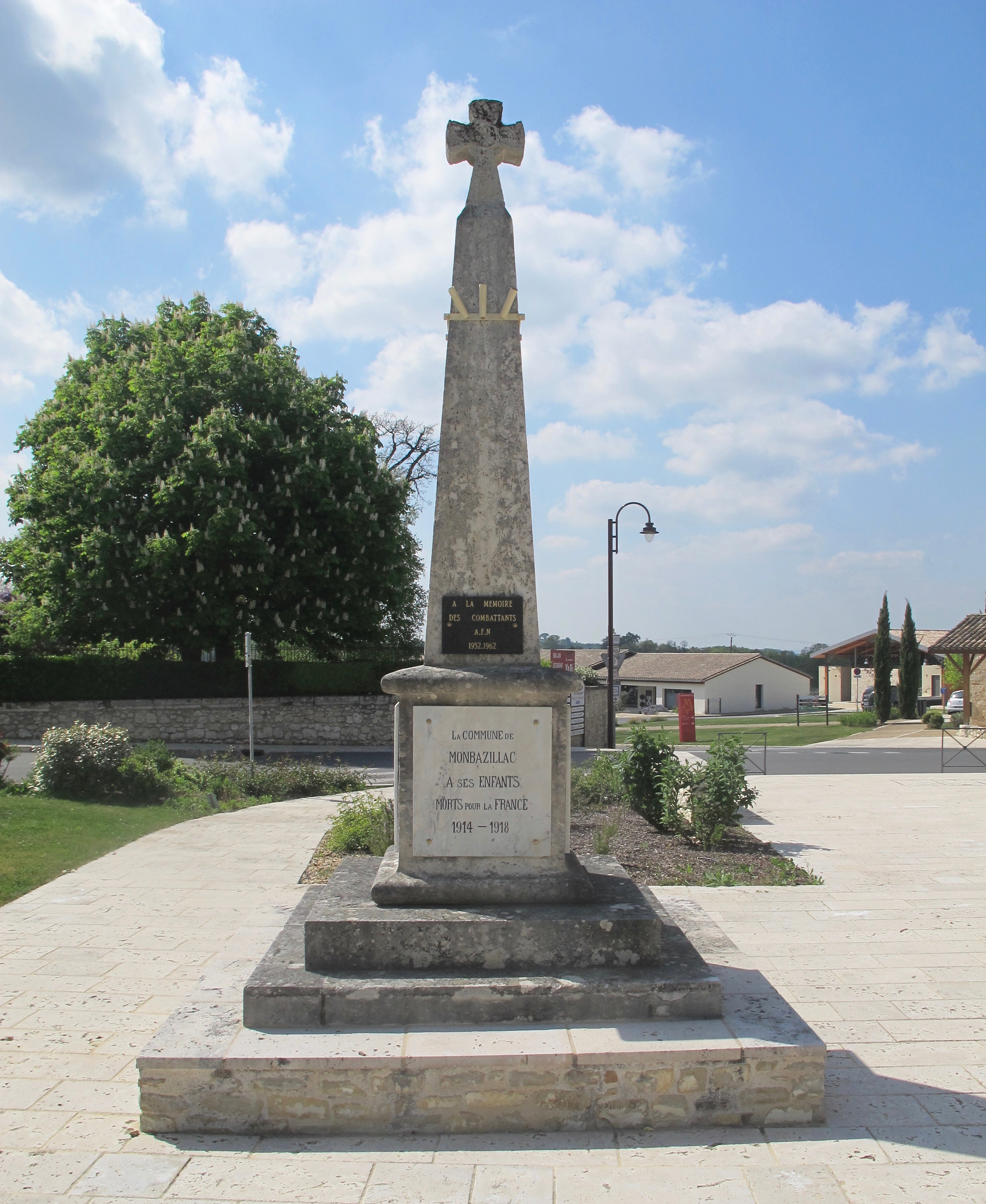
Le monument aux morts.
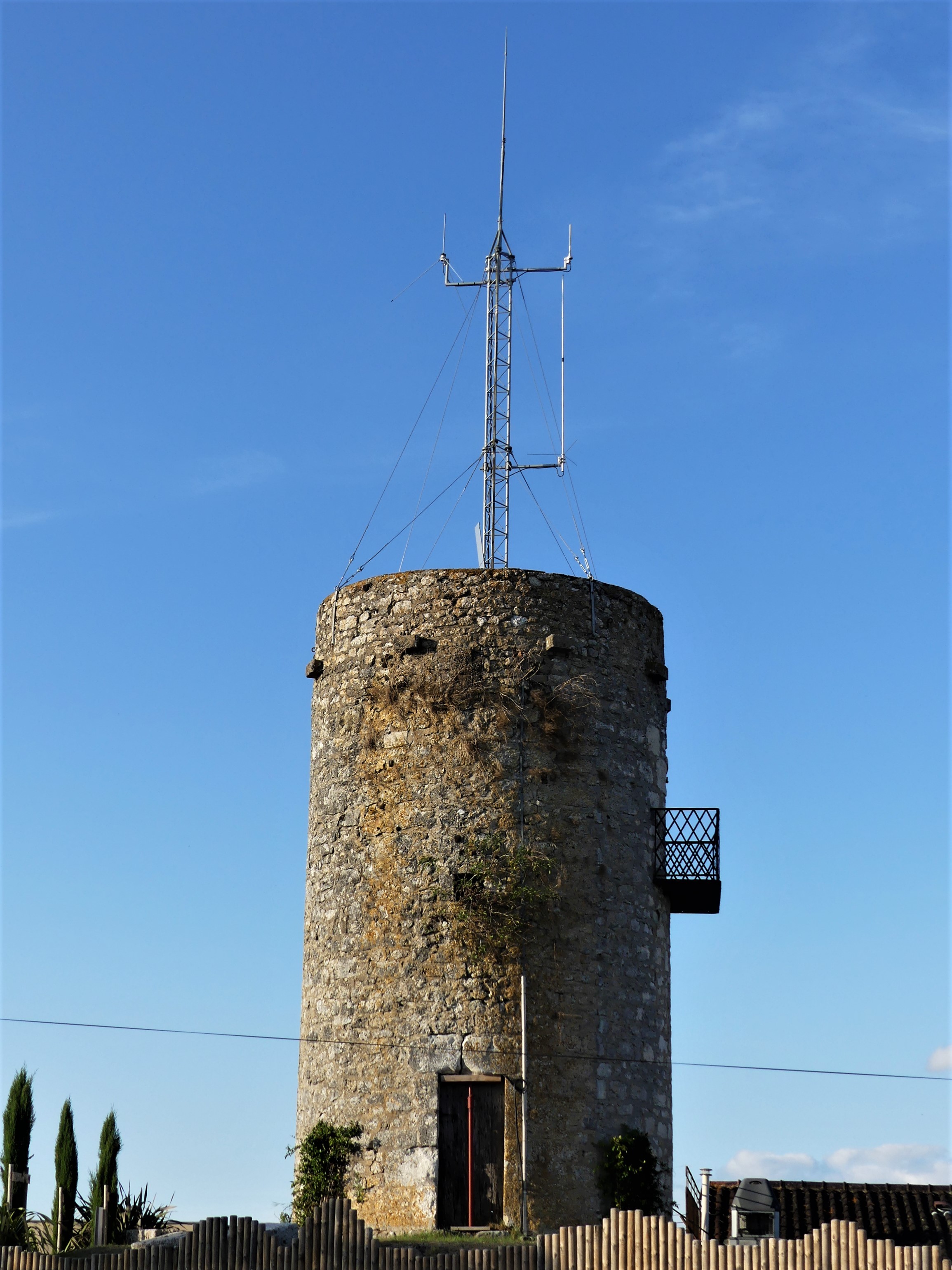
L'ancien moulin à vent de Malfourat.

### Patrimoine naturel
Au sud, la Gardonnette borde le territoire communal sur plusieurs kilomètres. En aval de la route départementale 107, le cours d'eau et ses rives font partie d'une zone naturelle d'intérêt écologique, faunistique et floristique (ZNIEFF) de type I où pousse une plante rare, la fritillaire pintade, (Fritillaria meleagris) et fréquentée par trois espèces de chauves-souris : le Grand murin (Myotis myotis), le Minioptère de Schreibers (Miniopterus schreibersii) et le Rhinolophe euryale (Rhinolophus euryale),.

### Personnalités liées à la commune
- Julien Desprès (1983-), sportif de haut niveau, médaillé olympique, champion du Monde et d'Europe d'aviron.
- Yohan Durand (1985-), athlétisme.

### Héraldique
Pour un article plus général, voir Armorial des communes de la Dordogne.
| Blason de Monbazillac | Blason  | De gueules à deux tours d'argent accompagnées en chef d'une fleur de lys d'or. |
| Blason de Monbazillac | Détails | Le statut officiel du blason reste à déterminer.                               |

## Pour approfondir